# Galactooligosacàrid
Els galactooligosacàrids (GOS), també coneguts com a oligogalactosil·lactosa, oligogalactosa, oligolactosa o transgalactooligosacàrids (TGOS), pertanyen al grup dels prebiòtics. Els prebiòtics es defineixen com a ingredients alimentaris no digeribles que afecten beneficiosament l'hoste estimulant el creixement i/o l'activitat de bacteris beneficiosos al còlon. El GOS es troba en productes comercials, com ara aliments per a nadons i adults.

## Química
La composició de la fracció dels galactooligosacàrids varia en la longitud de la cadena i el tipus d'enllaç entre les unitats monòmeres. Els galactooligosacàrids es produeixen mitjançant la conversió enzimàtica de la lactosa, un component de la llet bovina.